# Ланвен, Жерар
Жера́р Ланве́н (фр. Gérard Raymond Lanvin; род. 21 июня 1950, Булонь-Бийанкур) — французский актёр.

## Биография
Жерар Ланвен родился 21 июня 1950 года в Булонь-Бийанкуре.
В 17 лет оставил учёбу. Перебивался случайными заработками, одно время торговал джинсами на парижском блошином рынке.
Познакомился с Миу-Миу и Колюшем, которые пригласили его работать в театр Кафе де ла Гар. В театре Ланвен исполнял обязанности рабочего сцены, осветителя. Затем совместно с Мартином Ламоттом и Кристин Дежо основал своё собственное кафе-театр Ла Верв Пичард.
Через Колюша Ланвен получил роль в комедии «Вы не получите Эльзаса и Лотарингии» (1977). Но популярность актёр завоевал после фильма «Выбор оружия» и получения Приза Жана Габена за роль в фильме «Странное дело».
В Ланвене увидели воплощение новой мужественности французского кино. После успеха «Специалистов» Патриса Леконта, где он сыграл с Бернаром Жиродо, он занял место в ряду лучших актёров Франции. Ланвен вместе с Патрисом Леконтом и Патриком Девулфом написал сценарий картины «Я хочу тебя» (1985). Фильм получил негативную критику и оказался неудачным в коммерческом плане. В 1990-х годах актёр снимался редко, предпочитая работу у известных режиссёров: Клода Лелюша, Николь Гарсии, Бертрана Блие.

## Фильмография
- 1976 — Крылышко или ножка / L' Aile Ou La Cuisse
- 1977 — Вы не получите Эльзас и Лотарингию / Vous n’aurez pas l’Alsace et la Lorraine
- 1979 — У героев не мёрзнут уши / Les Héros n’ont pas froid aux oreilles
- 1979 — Глупый, но дисциплинированный / Bête mais discipliné
- 1980 — Внешний, ночной / Extérieur, nuit
- 1980 — Неделя отпуска / Une semaine de vacances
- 1980 — Подвох / L’Entourloupe
- 1981 — Разумно ли это? / Est-ce bien raisonnable ?
- 1981 — Выбор оружия / Le Choix des armes
- 1981 — Странное дело / Une étrange affaire
- 1983 — Цена риска / Le Prix du danger
- 1984 — Марш в тени / Marche à l’ombre
- 1985 — Специалисты / Les Spécialistes
- 1985 — Я хочу тебя / Moi vouloir toi
- 1986 — Братья Петард / Les Frères Pétard
- 1989 — Мои лучшие друзья / Mes meilleurs copains
- 1990 — Бывают дни... Бывают ночи / Il y a des jours… et des lunes
- 1992 — Прекрасная история / La belle histoire
- 1993 — Сурки / Les Marmottes
- 1994 — Любимый сын / Le Fils préféré
- 1996 — Мужчина моей жизни / Mon homme
- 1998 — Жена космонавта / La Femme du cosmonaute
- 1998 — В самое сердце / En plein cœur
- 2000 — На чужой вкус / Le Goût des autres
- 2001 — Укусы рассвета / Les Morsures de l’aube
- 2002 — Полный привод / Le boulet
- 2002 — Играй как «Зизу» / 3 zéros
- 2003 — Неделька / À la petite semaine
- 2003 — Ключи от машины / Les Clefs de bagnole
- 2004 — Профессионалы / San-Antonio
- 2005 — Крёстные отцы / Les Parrains
- 2006 — Кемпинг / Camping
- 2006 — Герой семьи / Le Héros de la famille
- 2007 — Нет секса, нет денег / Le Prix a Payer
- 2008 — Интересы государства / Secret défense
- 2008 — Враг государства № 1: Легенда / L’ennemi public n°1
- 2009 — Очень специальный репортаж / Envoyés très spéciaux
- 2009 — Ошибка банка в вашу пользу / Erreur de la banque en votre faveur
- 2010 — В упор / À bout portant
- 2011 — Неприкасаемые / Les Lyonnais
- 2013 — Анжелика, маркиза ангелов / Angélique
- 2014 — Кольт 45[фр.] / Colt 45
- 2023 — Связь[англ.] / Liaison

## Сценарист
- 1985 — Я хочу тебя / Moi vouloir toi

## Озвучивание
Дубляж персонажа Мэнни во французском варианте серии мультфильмов «Ледниковый период».

## Премии и награды
- 1982 — Премия Жана Габена за роль в фильме «Странное дело» / Une étrange affaire
- 1995 — Премия «Сезар» за лучшую мужскую роль в фильме «Любимый сын» / Le Fils préféré
- 2001 — Премия «Сезар» за роль второго плана в фильме «На чужой вкус» / Le Goût des autres